# قط روسي

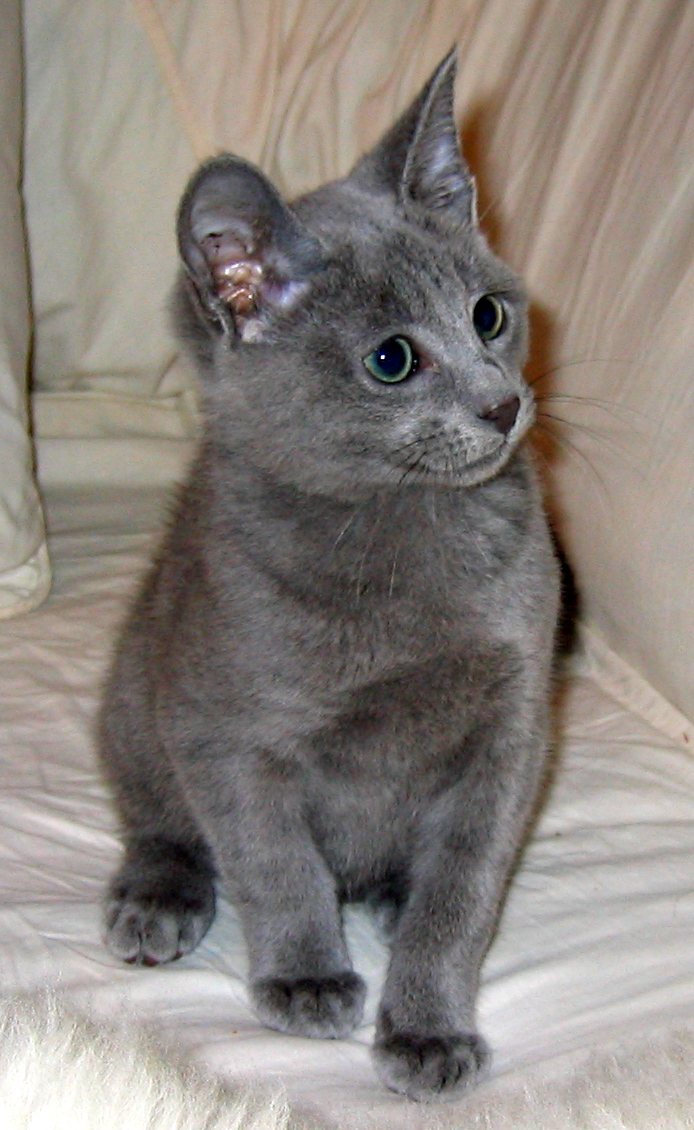
القط الروسي

القط الروسي الأزرق (بالإنجليزية: Russian Blue)‏ (بالروسية: Русская голубая кошка) (ويعرف بالقط الأجنبي) هو نوع أو سلالة من القطط التي يكسو فروها لونٌ فضيّ ممزوج بأزرق. من المعروف عن هذه القطط أنها على درجة عالية من الذكاء، وتتمتع بروح مرحة، غير أن الخجل ينتابها عند لقائها بالغرباء. وعلاقتها ببني البشر في تطور مستمر، وهو الحيوان المفضل لدى الكثيرين لنعومة فروه ولطافة روحه.

## أصوله

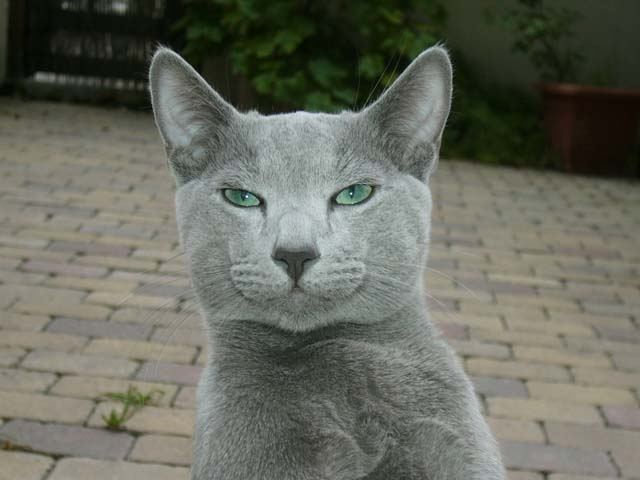

نشأ القط الأزرق الروسي من سلالة في ميناء أرخانجيلسك في روسيا,و كما يطلق عليها في بعض ألأحيان الملاك الأزرق. ومن المعتقد أن القط الروسي الأزرق قد تم جلبه من أرخانجيلسك إلى إنجلترا وأيرلندا وإلى أوروبا قاطبة في عام 1860 من قبل البحارة والملاحين. كان أول ظهور مسجل لسلالة القط الأزرق الروسي في عام 1875 في كريستال بالاس في إنجلترا.سحب القط الأزرق البساط من جميع القطط ومن ضمنهم القطط الزرقاء، واستحوذ على أعجاب الكثير من الناس حتى عام 1912.
تولد سلالة القط الأرزق في إنجلترا والدول الإسكندنافية حتى أندلاع الحرب العالمية الثانية.وأثناءالحرب العالمية الثانية بدأت سلالات القط الأزرق في تناقص مستمر مما حدا ببعض إلى تربية القط الأزرق الروسي مع القط السيامي. وعلى الرغم من أن تولد سلالتها كان في اميركا قبل الحرب، إلا أن مربي أمريكي استولد قطط ما يعرف اليوم بالقط الروسي الأزرق. وقد تم ذلك عن طريق الجمع بين أسلاف كل من الروسي وإلاسكندنافي الإنجليزي. وقد تم الآن إلى حد كبير أستولدها مع القط السيامي.
على الرغم من أنها قد استخدمت على نطاق محدود لتهجين سلالات أخرى (مثل براون هافانا) أو إضافة إلى نوع من سلالة في إنشاء (Nebelung)، يتميز القط الروسي الأزرق بقصر الشعر واللون المايل للرمادي.